# Juegos Asiáticos de 2010

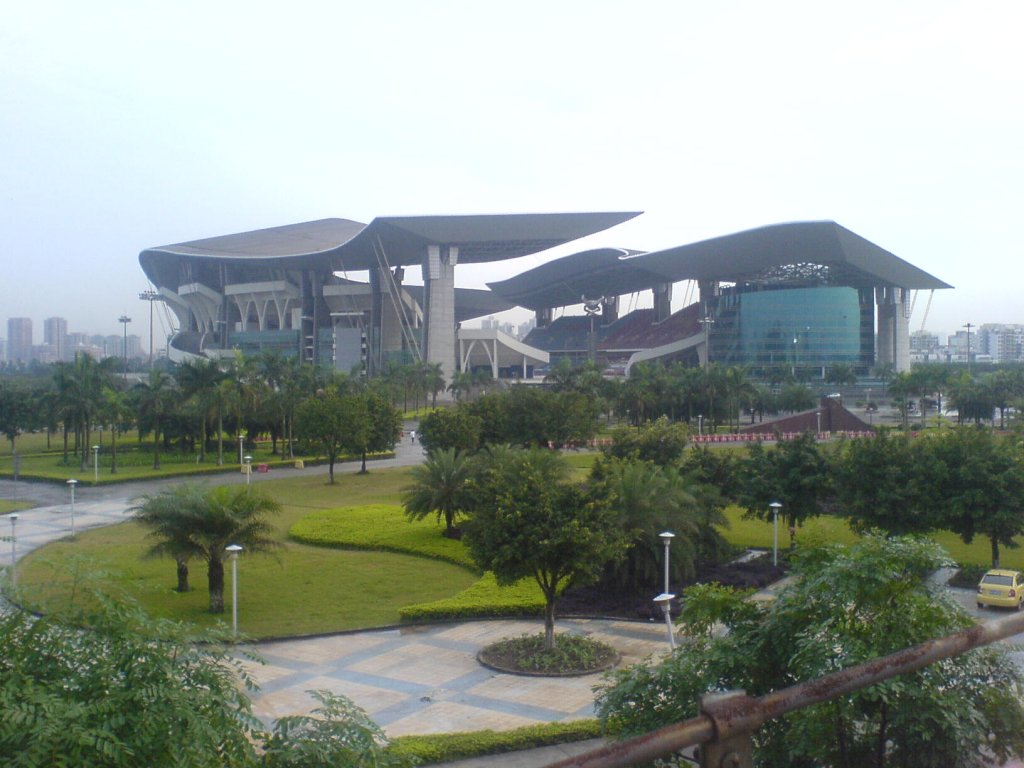
Estadio Olímpico de Guangdong.

Los XVI Juegos Asiáticos se celebraron en Guangzhou también conocida como Cantón (China), del 12 de noviembre al 27 de noviembre de 2010, bajo la denominación Guangzhou 2010.
 Guangzhou es la segunda ciudad china en ser sede de los Juegos, después de Pekín en 1990.
Participaron un total de 9704 deportistas representantes de 45 países miembros del Consejo Olímpico de Asia. El total de competiciones fue de 476 repartidas en 42 deportes. Para la fecha es la edición más grande en la historia de los Juegos Asiáticos. 
Guangzhou obtuvo el derecho a ser la sede el 1 de julio de 2004, al ser la única postulada. Esto a causa de la retirada de varias ciudades, entre ellas: Amán (Jordania), Kuala Lumpur (Malasia) y Seúl (Corea del Sur). Los juegos fueron co-organizados por Dongguan, Foshan y Shanwei, las tres ciudades vecinas de Guangzhou.

## Proceso de candidatura
El 1 de julio de 2004, el Guangzhou fue galardonada con el derecho a organizar los Juegos, la decisión fue anunciada en Doha, Catar. La decisión se realizó después que varias otras ciudades se retiraron. Seúl (Corea del Sur) se retiró después de considerar el corto lapso de tiempo, porque Corea del Sur fue sede de la Juegos de 2002 en Busan. Kuala Lumpur (Malasia) se vio obligado a retirar su oferta después que su candidatura fuera boicoteada por el alto costo de la celebración de los Juegos, dejando así a Guangzhou como único postor.

## Participantes

### Naciones participantes
Todos los 45 miembros del Consejo Olímpico de Asia participaron en la decimosexta edición de los Juegos. Todos los Comités Olímpicos Nacionales inscribieron sus delegaciones antes del 30 de septiembre de 2010. Después de la fecha límite se reportaron 9.704 atletas participantes, un aumento de 184 atletas de los últimos Juegos Asiáticos de 2006.
A continuación se detalla la lista de todas las delegaciones participantes: (el número de competidores por delegación se indica entre paréntesis)
| - Afganistán (64) - Baréin (89) - Bangladés (152) - Bután (11) - Brunéi (9) - Camboya (21) - China (967) - Corea del Norte (199) - Hong Kong (406) - India (674) - Indonesia (202) - Irán (381) | - Irak (52) - Japón (722) - Jordania (88) - Kazajistán (388) - Corea del Sur (801) - Kuwait (215) - Kirguistán (136) - Laos (52) - Líbano (53) - Macao (174) - Malasia (344) | - Maldivas (85) - Mongolia (244) - Birmania (68) - Nepal (142) - Omán (52) - Pakistán (175) - Palestina (41) - Filipinas (243) - Catar (292) - Arabia Saudita (163) - Singapur (241) | - Sri Lanka (108) - Siria (46) - China Taipéi (393) - Tayikistán (76) - Tailandia (597) - Timor Oriental (29) - Turkmenistán (111) - Emiratos Árabes Unidos (99) - Uzbekistán (268) - Vietnam (259) - Yemen (32) |

### Deportes
En comparación con los 28 eventos de los Juegos Olímpicos de Verano, los Juegos Asiáticos de 2010 contó con 42 disciplinas a lo largo de los 16 días de competiciones. En total se estima la entre de 476 medallas de oro.
El Críquet Twenty20 debuta como deporte en los Juegos Asiáticos, junto con Baile deportivo, Barco-dragón, Go y Patinaje. El Culturismo fue retirado de los juegos debido a una controversia presentada en los Juegos Asiáticos de 2006.
| - Deportes acuáticos - Buceo - Piscina - Natación sincronizada - Waterpolo - Tiro al arco - Atletismo - Bádminton - Béisbol - Baloncesto - Juegos de mesa - Ajedrez - Weiqi - Ajedrez chino - Go - Bowling - Boxeo | - Piragüismo - Slalom - Sprint - Cricket - Cue deportes - Ciclismo - BMX - En bicicleta de montaña - Por carretera - Pista - Baile deportivo - Barco-dragón - Ecuestre - Doma clásica - Concurso Completo - Salto ecuestre | - Esgrima - Fútbol - Golf - Gimnasia - Artística - Rítmico - Trampolín - Balonmano - Hockey - Judo - Kabaddi - Karate - Pentatlón Moderno - Patinaje - Artística - Velocidad - Remo | - Rugby 7 - Vela - Sepak takraw - Tiro Olímpico - Tenis Suave - Softbol - Squash - Tenis de mesa - Taekwondo - Tenis - Triatlón - Voleibol - Playa - Cubierta - Levantamiento de pesas - Lucha - Wushu |

## Símbolos

### Logotipo
El emblema oficial se dio a conocer en el Sun Yat-sen Memorial Hall el 26 de noviembre de 2006. Se trata de una estilizada Capra aegagrus hircus, que, en la tradición china, es una bendición y trae suerte a la gente. También es un símbolo representativo de la ciudad sede de Guangzhou, que se hace llamar la "Ciudad de Rams" o "Ciudad de los cinco carneros".

### Mascota
Cinco carneros deportivos, denominados Le Yangyang, representan las mascotas de los Juegos. Se les dio a conocer el 28 de abril de 2008 en el Centro Internacional de Convenciones y Exposiciones Guangzhou Baiyun. Los cinco carneros se llamaron A Xiang (祥), A He (和), A Ru (如), A Yi (意) y Le Yangyang (樂洋洋). Los nombres chinos de los cinco carneros son un mensaje de bendición, que significa literalmente "la armonía, la bendición, éxito y felicidad" (祥和如意乐洋洋).

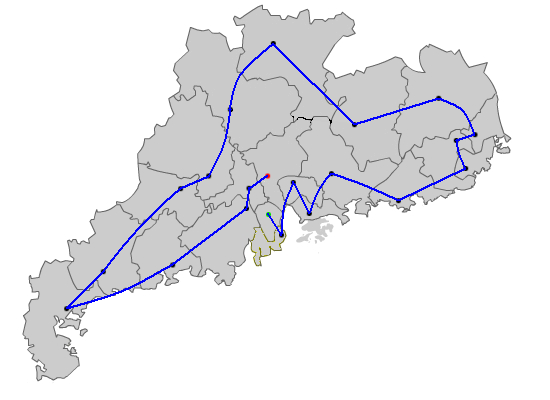
Ruta del relevo de la antorcha.

### Canción
El tema oficial fue lanzado el 30 de septiembre de 2010, y se llama "Reunión" (en chino, "Chongfeng" [重逢]). Fue compuesto por Wu Liqun, con letras escritas por Xu Rongkai. La versión en inglés se tradujo por Chen Ning Yang, un físico estadounidense-chino, y su esposa, Weng Fan. La canción fue interpretada por Sun Nan y Bella Yao (姚贝娜).

### Fuego olímpico
Se seleccionaron dos diseños para la antorcha en el 2009. El primer diseño, denominado La Marea, pesa 98 gr y mide 70 cm de largo. La ruta del relevo de la antorcha se dio a conocer el 4 de marzo de 2010. Por razones financieras, el recorrido por la provincia de Cantón fue de 30 días. La llama fue encendida en la Gran Muralla China el 9 de octubre de 2010, y viajó alrededor del Templo del Cielo en Pekín. Veintiuno ciudades estuvieron en el recorrido, con 2010 portadores de la antorcha.

## Organización

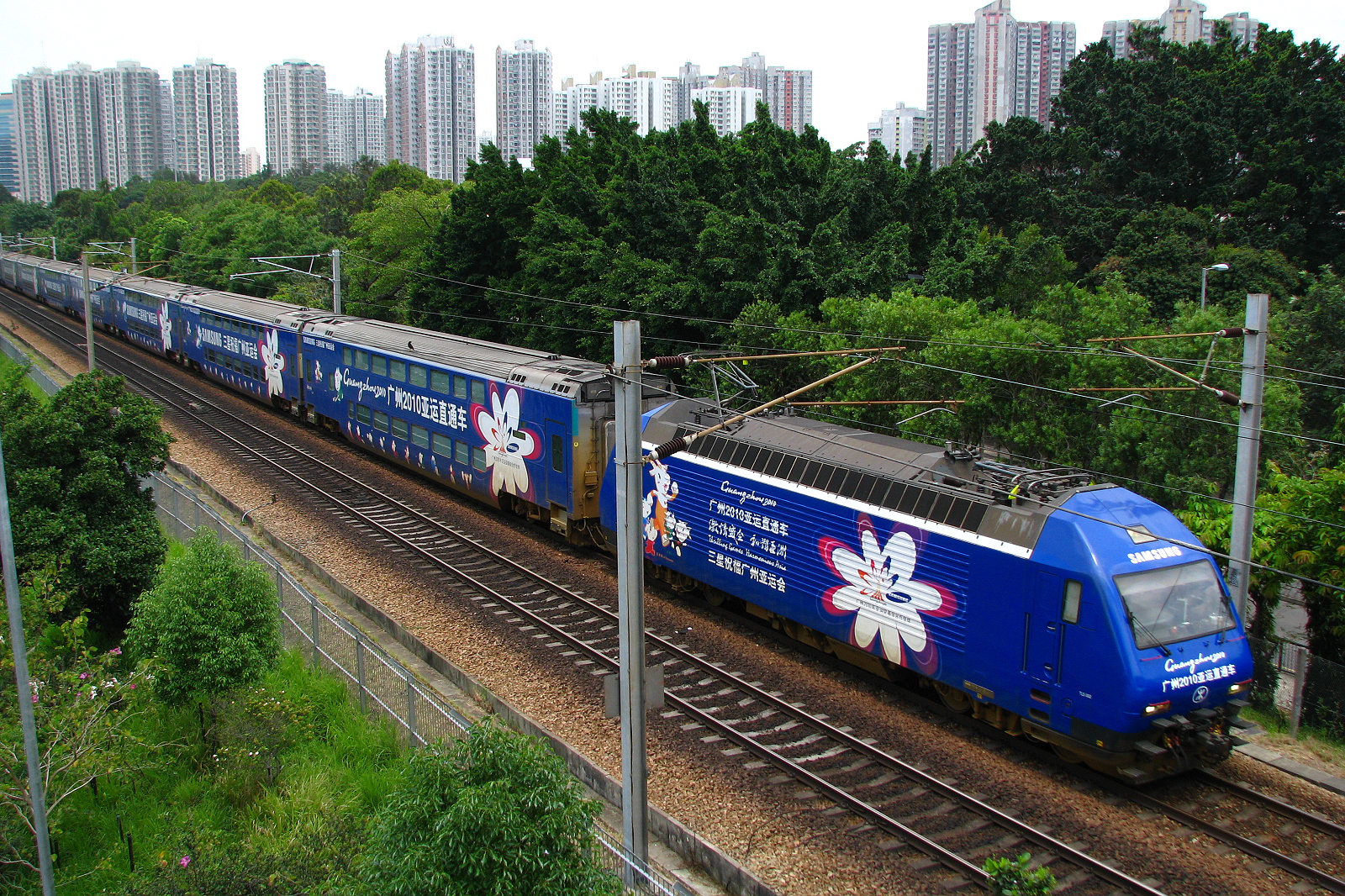
Tren con publicidad de los Juegos.

### Instalaciones deportivas
Se prepararon 53 sedes de competiciones y 17 centros de entrenamiento para los Juegos. Cuatro sedes fuera establecidas fuera del Cantón. Los organizadores revelaron que la inversión total fue de más de ¥ 15 mil millones. El 19 de abril de 2009, los organizadores eligieron Haixinsha Island, junto con el Río Perla, en las sedes de las ceremonias de apertura y cierre.

### Transporte
Para el desarrollo de los Juegos, la infraestructura pública se mejoró significativamente. Entre las obras más significativas:
- El Aeropuerto Internacional Cantón Baiyun fue actualizado, para mantener un alto volumen masivo de pasajeros.[13]
- Se estrenó el Tren de alta velocidad Wuhan-Guangzhou el 26 de diciembre de 2009, acortando el tiempo de viaje entre los dos destinos.[14]
- El gobierno ordenó a reducir 40% de los vehículos para aliviar la congestión y la contaminación del aire.[15]
- Se desplegó un contingente de 1000 autobuses durante los Juegos.[16]

## Desarrollo

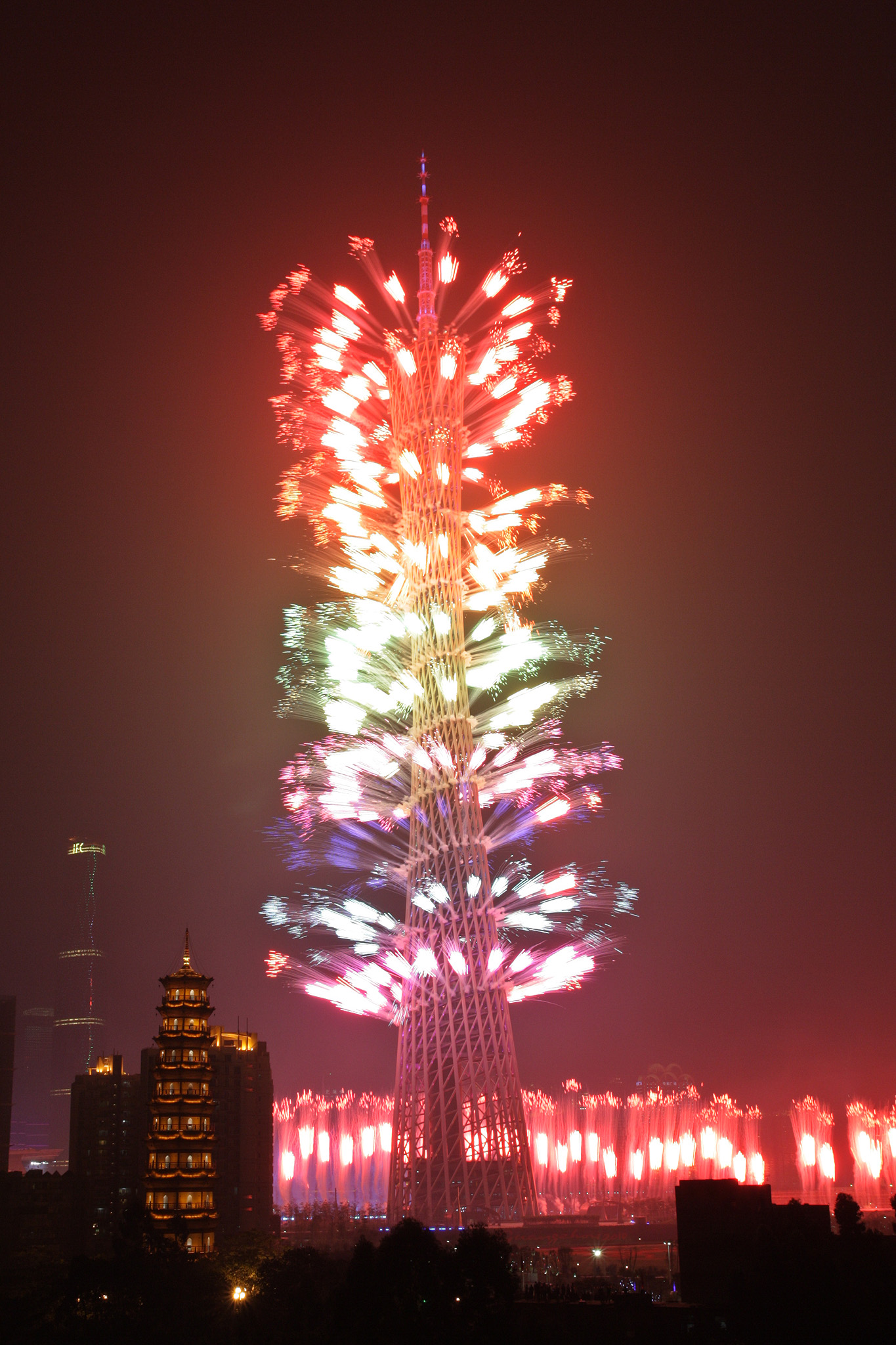
Fuegos artificiales en la Torre de televisión de Cantón.

### Ceremonia de apertura
La ceremonia de apertura se realizó el 12 de noviembre de 2010 a las 20:00 hora local. Por primera vez en la historia, la ceremonia no se celebró en un estadio, sino que se llevó a cabo a lo largo del Río Perla en la Haixinsha Island. La ceremonia fue dirigida por Chen Weiya, quien también es el director asistente de la Juegos Olímpicos de Pekín 2008. Participaron cerca de 6.000 artistas en escenario.
Al evento asistió el premier del Consejo de Estado de la República Popular China, Wen Jiabao; el presidente de Pakistán, Asif Ali Zardari; el primer ministro de Tailandia, Abhisit Vejjajiva; el primer secretario de la administración de Hong Kong, Henry Tang; el presidente del Consejo Olímpico de Asia, el jeque Ahmed Al-Fahad Al-Ahmed Al-Sabah y el presidente de Comité Olímpico Internacional, Jacques Rogge.
La ceremonia duró cuatro horas. Los atletas desfilaron en barcos a lo largo del Río Perla. El portador de la antorcha fue He Chong quien encendió el pebetero acompañado de fuegos artificiales que alumbraron la Torre de televisión de Cantón.

#### Dopaje
Los Juegos de Guangzhou 2010, presentó su primer caso de dopaje el 19 de noviembre. Se confirmó en la yudoca uzbeka Shokir Muminov, quien había obtenido medalla de plata en la categoría de 81 kilos, resultó positivo en un control por metholhexanamina.

## Medallero
| Núm. | País                   | Oro | Plata | Bronce | Total |
| ---- | ---------------------- | --- | ----- | ------ | ----- |
| 1    | China                  | 199 | 119   | 98     | 416   |
| 2    | Corea del Sur          | 76  | 65    | 91     | 232   |
| 3    | Japón                  | 48  | 74    | 94     | 216   |
| 4    | Irán                   | 20  | 14    | 25     | 59    |
| 5    | Kazajistán             | 18  | 23    | 38     | 79    |
| 6    | India                  | 14  | 17    | 33     | 64    |
| 7    | China Taipéi           | 13  | 16    | 38     | 67    |
| 8    | Uzbekistán             | 11  | 22    | 23     | 56    |
| 9    | Tailandia              | 11  | 9     | 32     | 52    |
| 10   | Malasia                | 9   | 18    | 14     | 41    |
| 11   | Hong Kong              | 8   | 15    | 17     | 40    |
| 12   | Corea del Norte        | 6   | 10    | 20     | 36    |
| 13   | Arabia Saudita         | 5   | 3     | 5      | 13    |
| 14   | Baréin                 | 5   | 0     | 4      | 9     |
| 15   | Indonesia              | 4   | 9     | 13     | 26    |
| 16   | Singapur               | 4   | 7     | 6      | 17    |
| 17   | Kuwait                 | 4   | 6     | 1      | 11    |
| 18   | Catar                  | 4   | 5     | 7      | 16    |
| 19   | Filipinas              | 3   | 4     | 9      | 16    |
| 20   | Pakistán               | 3   | 2     | 3      | 8     |
| 21   | Mongolia               | 2   | 5     | 9      | 16    |
| 22   | Birmania               | 2   | 5     | 3      | 10    |
| 23   | Jordania               | 2   | 2     | 2      | 6     |
| 24   | Vietnam                | 1   | 17    | 15     | 33    |
| 25   | Kirguistán             | 1   | 2     | 2      | 5     |
| 26   | Macao                  | 1   | 1     | 4      | 6     |
| 27   | Bangladés              | 1   | 1     | 1      | 3     |
| 28   | Tayikistán             | 1   | 0     | 3      | 4     |
| 29   | Siria                  | 1   | 0     | 1      | 2     |
| 30   | Emiratos Árabes Unidos | 0   | 4     | 1      | 5     |
| 31   | Afganistán             | 0   | 2     | 1      | 3     |
| 32   | Irak                   | 0   | 1     | 2      | 3     |
|      | Líbano                 | 0   | 1     | 2      | 3     |
| 34   | Laos                   | 0   | 0     | 2      | 2     |
| 35   | Nepal                  | 0   | 0     | 1      | 1     |
|      | Omán                   | 0   | 0     | 1      | 1     |
|      | TOTAL                  | 477 | 479   | 621    | 1577  |

### Múltiples Ganadores
El tablero de multimedallas de los Juegos Asiáticos de Guangzhou 2010 presenta los ocho deportistas que conquistaron más medallas en las competiciones deportivas realizadas en Guangzhou, China.

Fuente: Organización de los Juegos Asiáticos de 2010. 
| Clasificación | Deportista    | País          | Disciplina         |   |   |   | Total |
| 1             | Yi Tang       | China         | Natación           | 4 | 2 | 0 | 6     |
| 2             | Hwang Sun Ok  | Corea del Sur | Bolos              | 4 | 1 | 0 | 5     |
| 3             | Lu Iue        | China         | Gimnasia artística | 4 | 0 | 0 | 4     |
| 4             | Park Tae-hwan | Corea del Sur | Natación           | 3 | 2 | 2 | 7     |
| 5             | Irie Ryosuke  | Japón         | Natación           | 3 | 1 | 0 | 4     |
| 6             | Eum Bok choi  | Corea del Sur | Bolos              | 3 | 0 | 1 | 4     |
| 6             | Haibin Teng   | China         | Gimnasia artística | 3 | 0 | 1 | 4     |
| 6             | Chengyi Wang  | China         | Tiro               | 3 | 0 | 1 | 4     |